# Sebastian Kloss
Sebastian Kloss (* 18. Mai 1975 in Bensberg) ist ein ehemaliger deutscher Basketballspieler. Er gewann unter anderem 3 nationale Titel.

## Spielerlaufbahn
Kloss begann seine Laufbahn als Bundesligaspieler mit 19 Jahren beim TSV Bayer 04 Leverkusen. In der Leverkusener Zeit gewann er einmal den Deutschen Pokal und dreimal die Deutsche Meisterschaft. Seine größten Erfolge hatte er bei TSV Bayer 04 Leverkusen. 1996 wechselte er nach Griechenland zu PAOK Thessaloniki, wurde jedoch durch eine schwere Verletzung am Fuß (Bänderriss, Sprunggelenksfraktur) in der Saison zur Pause gezwungen. Jedoch konnte er sich nach der Verletzung nicht mehr im Team etablieren. Somit wechselte er in der nächsten Saison wieder nach Deutschland, wo er jedoch nur zuerst in der 2. Basketball-Bundesliga tätig war. Er spielte für Eisbären Bremerhaven und TV 1864 Salzkotten. 3 Jahre später, also 2000, beendete er seine Profikarriere. Er spielte noch sporadisch in der 1. Regionalliga West. Kloss, fokussierte sich jedoch ab diesem Zeitpunkt auf sein Jurastudium. 

## Erfolge als Spieler
- Deutscher Meister (3×) 1994, 1995, 1996
- Deutscher Pokalsieger (1×) 1995

| Personendaten    | Personendaten               |
| ---------------- | --------------------------- |
| NAME             | Kloss, Sebastian            |
| KURZBESCHREIBUNG | deutscher Basketballspieler |
| GEBURTSDATUM     | 18. Mai 1975                |
| GEBURTSORT       | Bensberg                    |